# Perillula
Perillula  é um gênero botânico da família Lamiaceae.

## Espécie
Perillula reptans

## Nome e referências
Perillula Maxim., 1875